# Il buio in cima alle scale
Il buio in cima alle scale (The Dark at the Top of the Stairs) è un film del 1960 diretto da Delbert Mann.
La messinscena originale fu realizzata dal regista Elia Kazan nel 1957 a New York, ed aveva tra i protagonisti Eileen Heckart, Pat Hingle e Teresa Wright.

## Trama
Oklahoma, anni '20. Rubin Flood rimane senza lavoro. Tornato a casa tace del proprio licenziamento, ma non riesce a frenarsi quando vede il costoso abito che la moglie Cora ha acquistato per il primo ballo della figlia Reenie. Tra i due scoppia una violenta lite durante la quale Cora accusa il marito di avere una relazione con la vedova Mavis Pruitt. Rubin schiaffeggia la moglie, se ne va di casa e si rifugia da Mavis, che in realtà è soltanto un'amica e confidente. Nel frattempo Cora riceve la visita della sorella Lottie  e del marito. I due sembrano una coppia felice e addirittura Cora ammira la sorella, ma in realtà Lottie è stufa di un marito timido e impacciato che non le dà attenzioni. Reenie conosce il giovane ebreo Sammy Golden e se ne innamora; il giovane la accompagna ad un ballo durante il quale Sammy viene allontanato proprio per il fatto di essere ebreo. Poco dopo aver riaccompagnato Reenie a casa, Sammy, sentendosi abbandonato, si suicida. Cora decide di vedersi faccia a faccia con Mavis Pruitt, dalla quale apprende che il marito ha perso il lavoro e, soprattutto, che non l'ha mai tradita. Così Cora perdona Rubin e i due si ricongiungono.

## Riconoscimenti
Il film ha ricevuto una candidatura ai Premi Oscar 1961 e due ai Golden Globe 1961.
Nel 1960 il National Board of Review of Motion Pictures l'ha inserito nella lista dei migliori dieci film dell'anno.